# Der Staatsanwalt: Glückskinder
Glückskinder ist ein deutscher Fernsehfilm von Peter F. Bringmann aus dem Jahr 2007, der im Auftrag des ZDF produziert wurde. Es handelt sich um die zweite in Spielfilmlänge gedrehte Episode der Fernsehkrimiserie Der Staatsanwalt, die gemeinsam mit Henkersmahlzeit die 1. Staffel bildet.
In der Titelrolle als Staatsanwalt Bernd Reuther ist Rainer Hunold besetzt, Marcus Mittermeier verkörpert den Kriminalhauptkommissar Thomas Reuther und Sohn von Bernd Reuther. Fiona Coors ist als Kriminalkommissarin Kerstin Klar und Thomas Freundin zu sehen. Die Haupt-Gaststars dieser zweiten Folge sind Christoph Waltz, Volker Bruch, Leslie Malton, Julia Dietze, Oliver Stritzel, Tobias Schenke und Kostja Ullmann.

## Handlung
Oberstaatsanwalt Bernd Reuther ermittelt gemeinsam mit seinem Sohn Thomas, Kriminalhauptkommissar, im Mordfall Lukas Benthale. Der Teenager wurde  von Bastian Tressen, Sohn des reichen Klinikbesitzers Claudius Tressen, vorsätzlich mit dem Auto überfahren. Der Tote war in einer Clique, deren Anführer Claudius ist. Er wird von Reuther angeklagt, die Tat begangen zu haben. Tressens Anwalt Dr. Arthur Conradsen gelingt es jedoch, Verunsicherung zu erzeugen, da sich im selben Auto auch Claudius 13-jähriger und damit nicht strafmündiger Bruder Kay befand, so dass nicht zweifelsfrei bewiesen werden kann, dass der Angeklagte auch hinter dem Steuer das Autos gesessen hat. Oberstaatsanwalt Bernd Reuther beantragt daher eine Unterbrechung der Verhandlung, weil er befürchtet, unter diesen Umständen keinen Schuldspruch zu bekommen. Thomas Reuther, der die Fehler bei der Ermittlung persönlich nimmt, hadert gleich wieder mit seinem Vater, zu dem er ein zwiegespaltenes Verhältnis hat. Um seinen Fehler auszubügeln, versucht Thomas Reuther, auf den Hauptzeugen Alex Schulz einzuwirken, die Wahrheit zu sagen, da er vor Gericht eine andere Aussage gemacht hat als seinerzeit in der Vernehmung, die der Kommissar selbst geführt hatte. Am nächsten Tag wird Alex Schulz erhängt an einem Baum im Park gefunden. Während der Staatsanwalt von Selbstmord ausgeht, weil der junge Mann möglicherweise den Druck nicht ausgehalten habe, ist sein Sohn davon überzeugt, dass Alex umgebracht worden ist. Nachdem bei der Obduktion 2,7 Promille Blutalkohol festgestellt werden, ist auch Bernd Reuther davon überzeugt, dass sich jemand in dieser Verfassung nicht mehr selbst erhängen kann.
Thomas Reuther und sein Team versuchen, den letzten Tag von Alex Schulz zu rekonstruieren. Den ganzen Abend hatte er mit der Clique gefeiert, weil Bastian Tressen aufgrund der Prozessunterbrechung aus der Untersuchungshaft entlassen worden war. Thomas Reuther nimmt sich daher einzelne Gruppenmitglieder vor und verunsichert sie, indem er den jungen Leuten klarmacht, dass man im Fall von Alex Schulz wegen Mordes ermittle und anhand der Spurenlage dessen Mörder bald ausfindig machen würde. Kriminalkommissarin Kerstin Klar hatte sich unterdessen mit Axels Finanzen beschäftigt und anhand der Kontoauszüge festgestellt, dass er so gut wie pleite war, aber vor kurzem 4000 Euro auf sein Konto eingezahlt hatte. Für Thomas Reuther steht fest, dass es sich dabei um „Zeugengeld“ gehandelt hat, das Axel von Tressen bekommen hatte, damit er seine ursprüngliche Aussage zu Gunsten seines Sohnes ändert. Thomas konfrontiert Dr. Claudius Tressen mit seiner Vermutung, erntet aber nur Unverständnis. Als er ihn dann indirekt beschuldigt, Axel möglicherweise umgebracht zu haben, weil er mehr Geld gewollt habe, droht Tressen ihm mit einer Verleumdungsklage. Als Bernd Reuther von der Aktion seines Sohnes erfährt, ist er darüber extrem ungehalten. Er bevorzugt es, in Ruhe zu recherchieren und nicht gleich unbedacht unbewiesene Vermutungen auszusprechen.
Da die Mitglieder der Clique mit Ausnahme von Robin Lindner der „gehobenen Schicht“ angehören, kennt Bernd Reuther die meisten der Eltern. Er hofft, aus dieser Richtung etwas über die jungen Leute zu erfahren und Schwachpunkte zu finden. Oftmals kommen sie mit den hohen Erwartungen, die ihre Eltern an sie stellen, nicht zurecht. Bei Jessica Emmerich trifft dies schon einmal zu und so hofft der Staatsanwalt, dass er mit ihr in Ruhe reden kann, ohne dass die Mitglieder der Clique sie einschüchtern. Doch Bastian Tressen und Robin Lindner sehen, wie Jessica mit Reuther spricht und drohen Reuther unterschwellig. Um dem Staatsanwalt seine Macht zu demonstrieren, erlaubt sich Bastian einen argen Streich gegen Reuthers seit einem Unfall hilflose Frau, wofür er von seinem Vater gemaßregelt wird.
Kerstin Klar und Thomas Reuther konnten unter Mithilfe einer Zeugin, die an Axels Todestag einen fremden Mann vor dessen Haus gesehen hatte, ein Phantombild erstellen. Leider ist das Gesicht dem Polizeicomputer „nicht bekannt“. Bernd Reuther ist sich hingegen sicher, dass er den abgebildeten Mann aus einem Prozess aus seiner Frankfurter Zeit kennt. So kann dieser als Ralf Carne identifiziert werden, der in Wiesbaden einen Imbiss betreibt. Als er befragt werden soll, ergreift Carne sofort die Flucht. Beim Verhör räumt er ein, von einem Anwalt angeheuert worden zu sein, um Axel Schulz Angst einzujagen, weil dieser jemanden erpressen würde. Umgebracht habe er ihn aber nicht. Dies beteuert er selbst bei einem stundenlangen Verhör, in dem er auch darauf verweist, einen jungen Mann in einem roten Sportwagen gesehen zu haben, mit dem Schulz weggefahren sei. Damit gerät Robin Lindner ins Visier der Ermittler. Lindner, der mit Bastian Tressen unterwegs ist, spricht gerade mit ihm über den Verräter Alex und dass er ihn ja hätte aufhalten müssen. Als die Polizei eintrifft, um Lindner festzunehmen, versuchen die jungen Männer, mit dem Auto zu fliehen, bauen jedoch einen schweren Unfall, werden verletzt aus dem Autowrack geborgen und festgenommen. Bastians kleiner Bruder Kay, der aufgrund der Argumente des Verteidigers annehmen musste, dass er, obwohl er in jener Nacht total betrunken war, am Steuer des Wagens gesessen und den Tod von Lukas verschuldet habe, erfährt nun eher zufällig, dass er niemanden umgebracht hat. Aus Wut, dass alle ihn das aber haben glauben lassen, schießt er auf seinen Vater mit dessen Pistole, die er im Haus gefunden hatte.
Auf die Aussage von Carne hin veranlasst der Staatsanwalt eine Hausdurchsuchung bei dem Anwalt Dr. Arthur Conradsen. Er wirft ihm vor, die Aussage von Axel Schulz im Tressen-Prozess gekauft, sowie jemanden beauftragt zu haben, weitere Geldforderungen von Schulz zu verhindern.

## Produktion, Veröffentlichung, Quote
Der Staatsanwalt: Glückskinder wurde unter dem Arbeitstitel Königskinder vom 24. Januar bis zum 25. Februar 2006 an Schauplätzen in Wiesbaden gedreht. Für den Film zeichneten die Odeon Film AG und die Novafilm Fernsehproduktion GmbH verantwortlich.  Die Erstausstrahlung des Films erfolgte am 15. Januar 2007 im ZDF, wo der Film 6,29 Millionen Zuschauer erreichte.
Es handelt sich nach Henkersmahlzeit (2005) um die zweite von bisher vier Der Staatsanwalt-Folgen, die in Spielfilmlänge produziert wurden. Nach Glückskinder folgte 2019 Tödlich Wohnen und 2020 Null Toleranz.

## Kritik
Manuel Weis von Quotenmeter.de wertete sehr positiv und schrieb: „Wer den Film oberflächlich betrachtet, könnte sich sicherlich von dem ein oder anderem Klischee gestört fühlen. Es werden so einige Vorurteile bedient, was die oberen 10.000 einer jeden Stadt betreffen. Wer aber mal genauer nachdenkt, wird feststellen, dass so mancher Fakt gar nicht so weit hergeholt ist. Von daher thematisiert der Film das Thema ‚Verrauung der Jugend, die ohnehin innerlich orientierungslos ist‘ beeindruckend.“ „Passend zur noch immer aktuellen Debatte, wird auch darauf aufmerksam gemacht, was passieren kann, wenn die Eltern sich keine Zeit für ihre Kinder nehmen und diese in ihr Zimmer abschieben, in dem Ballerspiele en masse auf sie warten. Doch nicht nur der Fall an sich überzeugt. Der Vater-Sohn-Zwist verleiht dem Film einen besonderen Kick.“
Für die Kritiker der Fernsehzeitschrift TV Spielfilm war Der Staatsanwalt: Glückskinder ein „solider Krimi mit Helden zum Anfassen“. Der Film erhielt die bestmögliche Wertung, indem man mit dem Daumen nach oben zeigte.
Kino.de meinte: „‚Glückskinder‘ […] ist eine gelungene Mischung aus Krimi und Courtroomdrama. Der Drehbuchautor Sönke Lars Niewöhner gibt dem Film Tiefe, indem er auf verschiedenen Ebenen das Verhältnis zwischen Eltern und Kindern sowie die Trennung zwischen Beruflichem und Privatem thematisiert.“